# Станки (Гомельская область)
Станки (бел. Станкі) — посёлок в Хальчанском сельсовете Ветковского района Гомельской области Белоруссии.

## География

### Расположение
В 8 км на юго-запад от Ветки, 8 км от Гомеля.

### Гидрография
На юге мелиоративный канал.

## Транспортная сеть
Транспортные связи по просёлочной, затем автомобильной дороге Гомель — Ветка. Планировка состоит из короткой прямолинейной улицы, ориентированной с юго-востока на северо-запад. Застройка двусторонняя, деревянная, усадебного типа.
Доехать можно на автобусе Гомель-Кунтаревка.

## История
Основан в начале XX века переселенцами из соседних деревень. В 1926 году в Хальчанском сельсовете Ветковского района Гомельского округа. Действовала начальная школа. В 1929 году жители вступили в колхоз. Во время Великой Отечественной войны в 1943 году оккупанты сожгли 24 двора. На фронте погибли 5 жителей. В 1959 году в составе совхоза «Хальч» (центр — деревня Хальч).

## Население

### Численность
- 2004 год — 17 хозяйств, 21 житель.

### Динамика
- 1926 год — 32 двора, 174 жителя.
- 1940 год — 28 дворов, 126 жителей.
- 1959 год — 130 жителей (согласно переписи).
- 2004 год — 17 хозяйств, 21 житель.